# Kółko ogonowe

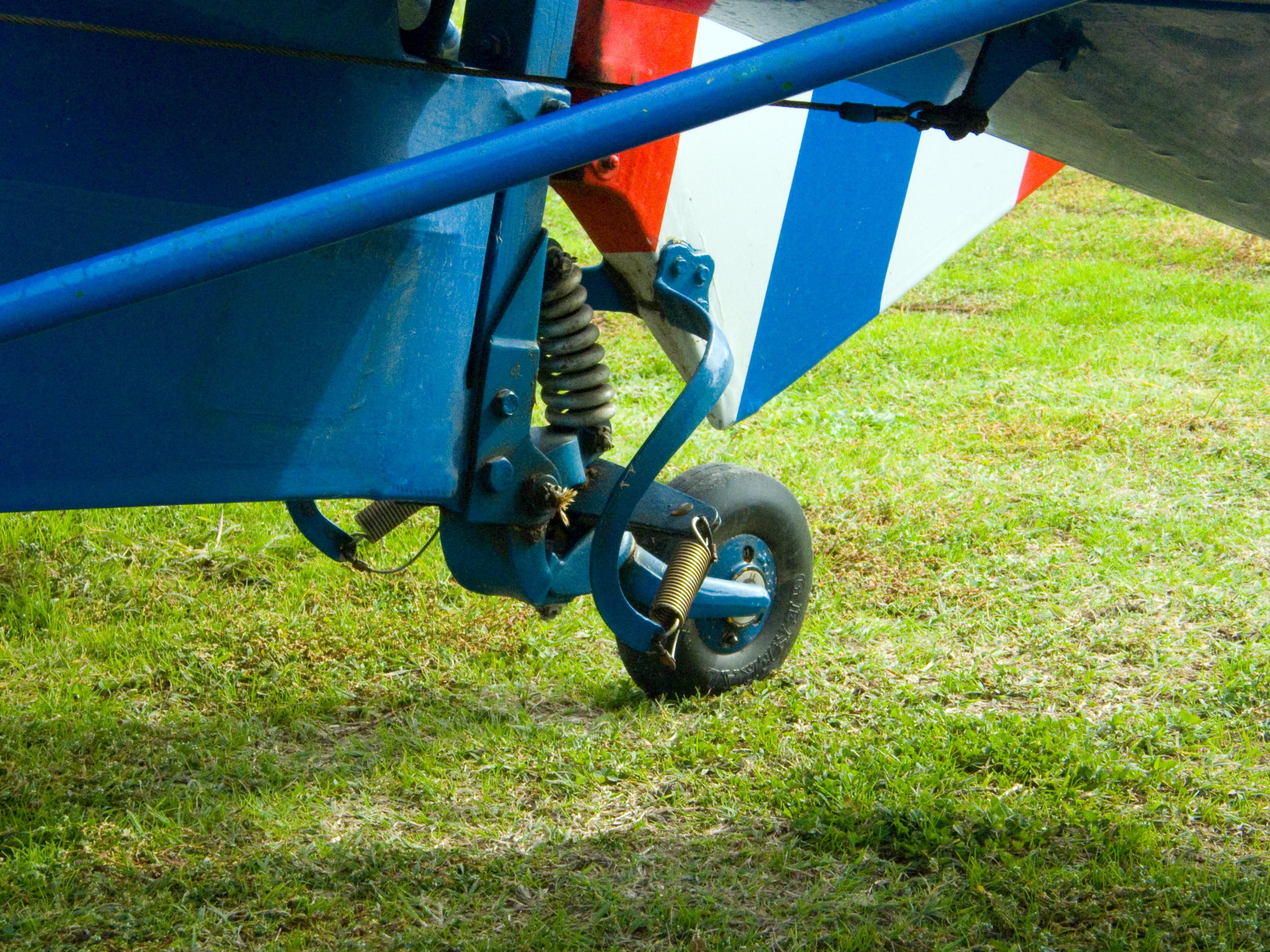
Stałe kółko ogonowe samolotu de Havilland Tiger Moth

Kółko ogonowe – pomocniczy element podwozia chroniący ogon samolotu przed niekontrolowanym zetknięciem z ziemią. Stosowany w konwencjonalnym układzie podwozia jako tylny punkt podparcia.

## Opis
Kółko ogonowe stanowiło rozwinięcie funkcjonalności płozy ogonowej. Zastosowanie amortyzacji znacznie poprawiło komfort poruszania samolotu na płycie lotniska. W kolejnych latach opracowano rozwiązanie umożliwiające samonastawność kółka co z kolei usprawniło proces kołowania maszyn przed startem i po wylądowaniu. Dla zmniejszenia oporów aerodynamicznych w locie opracowano mechanizm częściowego lub całkowitego chowania kółka ogonowego. 

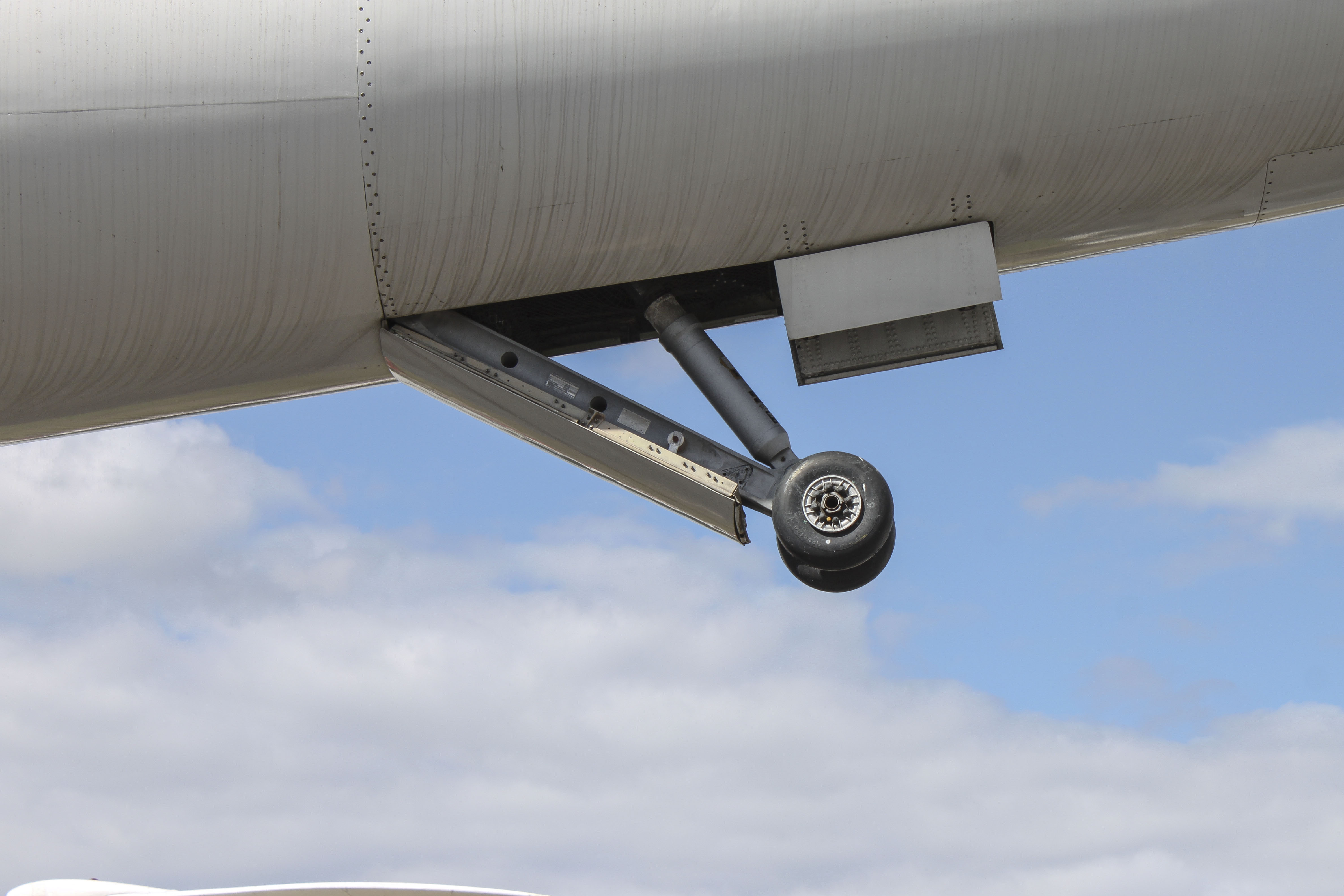
Chowane kółko ogonowe w samolocie Concorde

Rozwój konstrukcji podwozia lotniczego i jego ewolucja w kierunku zastosowania goleni przedniej nie spowodowała zaprzestania wykorzystywania kółka ogonowego. Jest stosowane w maszynach lekkich (sportowych, turystycznych, rolniczych) oraz jako dodatkowy element zabezpieczający ogon maszyn przed kontaktem z powierzchnią pasa startowego. 
Konstrukcja zamocowania kółka ogonowego powinna zapewnić manewrowość samolotu na lotnisku poprzez zachowanie samonastawności, a w przypadku startu i lądowania stateczność samolotu poprzez blokowania kółka w położeniu neutralnym. 